# Kisidan banpaku
A Kisidan banpaku (氣志團万博) japán könnyűzenei fesztivál, melyet a Kisidan rockegyüttes szervez 2012 óta minden év szeptemberében.

## Fellépők

### 2003
A fesztivál neve: Kisidan banpaku 2003: Kiszarazu Global Communications!! (氣志團万博 2003 〜木更津グローバル・コミュニケーション!!〜)

Helyszín: Kiszarazu, Kazusza Clover Park

Dátum: 2003. augusztus 30.

Látogatók száma összesen: ~40 000
A 2003-as és 2006-os Kisidan banpakun csak a Kisidan lépett fel.

### 2006
A fesztivál neve: Kisidan banpaku 2006: Kjokutó Never Band ribu! Ribu! Ribu! (氣志團万博 2006 〜極東NEVER RAND 麗舞!麗舞!麗舞!〜)

Helyszín: Fudzsijosida, Fuji-Q Highland

Dátum: 2006. augusztus 26–27.

Látogatók száma összesen: ~40 000
A 2003-as és 2006-os Kisidan banpakun csak a Kisidan lépett fel.

### 2012
A fesztivál neve: Kisidan banpaku 2012: Bószó Rock ’n’ Roll Olympics (氣志團万博 2012 〜房総ロックンロール・オリンピック〜)

Helyszín: Szodegaura, Szodegaura kaihin kóen

Dátum: 2012. szeptember 16–17.

Látogatók száma összesen: ~40 000
| 1. nap - DJ Ozma - Okamura Jaszujuki - Group tamasii - Koizumi Kjóko - Sónan no kaze - Szendai kamocu - Momiro Clover Z - Kondó Maszahiko (meglepetésvendég) | 2. nap - DJ Ozma - Vamps - The Gazette - Golden Bomber - T.M.Revolution - Hamaszaki Ajumi - Unicorn |

### 2013
A fesztivál neve: Kisidan banpaku 2013: Bószó bakoun rjózanpaku (氣志團万博 2013 〜房総爆音梁山泊〜)

Helyszín: Szodegaura, Szodegaura kaihin kóen

Dátum: 2013. szeptember 14–15.

Látogatók száma összesen: ~43 000
| 1. nap - Scandal (előzenekar) - Morijama Naotaró (nyitóceremónia-előadó) - HY - Szendai kamocu - Nogizaka46 - Buck-Tick - The Bawdies - Man wit a Mission - „hide” (Super Band) | 2. nap - Siricu Ebiszu Csúgaku (előzenekar) - Vamps - Kokumu - Saran Q - Csósinszei - Tokyo Ska Paradise Orchestra - Maximum the Hormone - Momiro Clover Z |

### 2014
A fesztivál neve: Kisidan banpaku 2014: Bószó dai Panic! Csó gekitocu!! (氣志團万博 2014 〜房総大パニック!超激突!!〜)

Helyszín: Szodegaura, Szodegaura kaihin kóen

Dátum: 2014. szeptember 13–15.

Látogatók száma összesen: ~60 000
| 1. nap - Morijama Naotaró (nyitóceremónia-előadó) - Okamura Jaszujuki - Kyary Pamyu Pamyu - Kinniku sódzso tai - Siricu Ebiszu Csúgaku - New Rote’ka - Miszosiru’s - Momiro Clover Z | 2. nap - Team Syachihoko (előzenekar) - Vamps - The Gazette - Granrodeo - Kokumu - Moritaka Csiszato - RIP Slyme - Vada Akiko - Sónan no kaze (meglepetésvendég) | 3. nap - Kahala Tomomi (előzenekar) - AKB48 - Golden Bomber - Sid - Szendai kamocu - 10-Feet - Tokyo Ska Paradise Orchestra - Funassyi (kameoszereplés) - Kikkava Kódzsi |

### 2015
A fesztivál neve: Kisidan banpaku 2015: Bószó! Kószó! Tenka muszó! Kjószó! Dai bószó! (氣志團万博 2015 〜房総!抗争!天下無双!妄想!狂騒!大暴走!〜)

Helyszín: Szodegaura, Szodegaura kaihin kóen

Dátum: 2015. szeptember 19–20.
| 1. nap - Dish - Moritomo Arasi - Morijama Naotaró - Gó Hiromi - Szendai kamocu - Dempagumi.inc - NoGoD Dancsó - Golden Bomber - Kjúszó nekokami - Group tamasii - Morning Musume OG - Rolly & Heesey special guest: Josii Kazuja - Team Syachihoko - Vamps - Binecu Danji - Gackt presents Kamoi rakuen - Kisidan - Dacsó Club (vendég) | 2. nap - Kahala Tomomi - Lisa - Mitz Mangrove & Tokumicu Kazuo - Spyair - Kisidan - Dohatten - DJ Dainodzsi - Kinniku sódzso tai - Siricu Ebiszu Csúgaku - 10-Feet - SiM - Momiro Clover Z - DJ Pepper - Tokyo Ska Paradise Orchestra - Binecu Danji - Vada Akiko - Szeikima II - Morijama Naotaró (vendég) |

### 2016
A fesztivál neve: Kisidan banpaku 2016: Bószó! Rock ’n’ Roll Champion Carnival (氣志團万博 2016 〜房総ロックンロール★チャンピオン★カーニバル〜)

Helyszín: Szodegaura, Szodegaura kaihin kóen

Dátum: 2016. szeptember 17–18.
| 1. nap - C&K - Team Syachihoko (előzenekar) - Kobajasi Szacsiko (nyitóceremónia-előadó) - AAA - Szendai kamocu - RIP Slyme - Mongol800 - Golden Bomber - Simizu Micsiko - Kisidan - AK-69 - Uverworld - Original Love - Man with a Mission - Rize - Sónan no kaze - Okazaki Taiiku - Gackt presents Kamoi rakuen | 2. nap - SA (előzenekar) - Antonio Inoki (nyitóceremónia-előadó) - SiM - Siricu Ebiszu Csúgaku - Tokyo Ska Paradise Orchestra - Morijama Naotaró - Tube - The Collectors - 10-Feet - Nakasima Mika - Momiro Clover Z - Crazy Ken Band - Vamps - The Gazette - Jazava Eikicsi - DJ Dainodzsi - Kisidan |